# Weißrüsselskunks
Die Weißrüsselskunks (Conepatus), auch Schweinsnasenskunks oder Ferkelskunks genannt, sind eine Raubtiergattung aus der Familie der Skunks oder Stinktiere (Mephitidae). Die Gattung umfasst vier rezente Arten, die auf dem amerikanischen Kontinent vom Süden der Vereinigten Staaten bis Patagonien verbreitet sind. Außerdem sind fünf fossile Arten bekannt.

## Merkmale
Namensgebendes Merkmal der Weißrüsselskunks ist die vorstehende, unbehaarte  Schnauze, die an die Schnauze von Schweinen  erinnert und die die Tiere von den anderen Skunkgattungen unterscheidet. Das Skunksfell ist überwiegend schwarz gefärbt, entlang des Rückens erstreckt sich vom oberen Teil des Kopfes bis zum Schwanz ein weißer Streifen, auch der Schwanz ist meistens weiß. Vor allem im südlichen Teil ihres Verbreitungsgebietes existiert eine Morphe, bei der sich der Streifen in zwei Teile aufspaltet und ein braunschwarzes Rückenfeld freilässt, was an das Muster des Streifenskunk erinnert.
Wie alle Skunks haben sie einen langgestreckten Körper mit buschigem Schwanz und kurzen, stämmigen Beinen. Zu dieser Gattung gehören die größten Vertreter ihrer Familie, Ferkelskunks erreichen eine Kopf-Rumpf-Länge von 30 bis 50 Zentimetern, eine Schwanzlänge von 16 bis 41 Zentimetern und ein Gewicht von 2,3 bis 4,5 Kilogramm.

## Lebensweise
Diese Tiere leben sowohl in baumbestandenen Gebieten als auch in Grasländern und Gebirgsregionen bis über 4000 Metern Höhe, sie meiden allerdings dichte Wälder. Sie sind dämmerungs- oder nachtaktiv und ziehen sich tagsüber in Felsspalten, hohle Baumstämme oder Baue, die sie von anderen Tieren übernommen haben, zurück. In der Nacht begeben sie sich auf Nahrungssuche, wobei sie sich eher gemächlich fortbewegen und so gut wie nie auf Bäume klettern. Sie leben vorwiegend einzelgängerisch, ihre Reviere können sich aber überlappen.
Wie alle Skunks besitzen diese Tiere Analdrüsen, aus denen sie Angreifern ein penetrant riechendes Sekret entgegen spritzen können.

## Nahrung
Weißrüsselskunks sind Allesfresser, die sich von Wirbeltieren wie Vögeln, Echsen und Schlangen, aber auch von Insekten und anderen Wirbellosen und pflanzlichem Material wie Früchten ernähren. Mithilfe ihrer langen Schnauze und den Krallen der Vorderpfoten durchwühlen sie den Boden auf der Suche nach Fressbarem.

## Fortpflanzung
Die Tragzeit der Weißrüsselskunks beträgt rund 40 bis 60 Tage, die Unterschiede sind möglicherweise auf eine Keimruhe zurückzuführen. Die Wurfgröße beträgt zwei bis sechs, die Neugeborenen sind zunächst blind und hilflos, wachsen aber schnell und werden schon nach wenigen Wochen entwöhnt. Nach einem Jahr sind sie geschlechtsreif.

## Systematik
Zur Gattung der Weißrüsselskunks gehören folgende vier rezente Arten:
| Deutscher Name      | Wissenschaftlicher Name                   | Verbreitung                                 | Gefährdungsstufe Rote Liste der IUCN | Anmerkungen | Bild                                       |
| ------------------- | ----------------------------------------- | ------------------------------------------- | ------------------------------------ | --- | ------------------------------------------ |
| Anden-Skunk         | Conepatus chinga (Molina, 1782)           | Verbreitungsgebiet des Anden-Skunks         | (Least Concern – nicht gefährdet)    | 7 Unterarten Lebt im mittleren Südamerika, vom mittleren Peru und dem mittleren Brasilien bis Chile und nördliches Argentinien | Andenskunk (Conepatus chinga)              |
| Patagonischer Skunk | Conepatus humboldtii J. E. Gray, 1837     | Verbreitungsgebiet des Patagonischen Skunks | (Least Concern – nicht gefährdet)    | 3 Unterarten Ist in Patagonien, also dem südlichen Argentinien und Chile beheimatet                                            | Patagonischer Skunk (Conepatus humboldtii) |
| Ferkelskunk         | Conepatus leuconotus (Lichtenstein, 1832) | Verbreitungsgebiet des Ferkelskunks         | (Least Concern – nicht gefährdet)    | 3 Unterarten Ist vom südlichen Colorado und Texas bis Nicaragua verbreitet, Conepatus mesoleucus ist ein Synonym               | Ferkelskunk (Conepatus leuconotus)         |
| Amazonas-Skunk      | Conepatus semistriatus (Boddaert, 1785)   | Verbreitungsgebiet des Amazonas-Skunks      | (Least Concern – nicht gefährdet)    | 6 Unterarten Kommt im südlichen Mexiko, im nördlichen Südamerika bis zum nördlichen Peru und im östlichen Brasilien vor        | Amazonas-Skunk (Conepatus semistriatus)    |

Neben diesen noch heute lebenden Arten sind mehrere fossile Arten bekannt:
- Conepatus altiramus ist eine ausgestorbene Art der Weißrüsselskunks aus dem Pliozän Argentiniens.
- Conepatus primaevus lebte im Pleistozän in der Region um Buenos Aires.
- Conepatus robustus ist eine fossile Art aus der Fundstätte Rancho La Brea.
- Der ausgestorbene Sanmiguel-Skunk (Conepatus sanmiguelensis) lebte im frühen Pliozän (ausgehendes Hemiphilium) im heutigen Zentralmexiko.
- Conepatus talarae stammt aus dem Spätpleistozän des peruanischen Talara.

Die wissenschaftliche Erstbeschreibung der Gattung stammt von John Edward Gray aus dem Jahr 1837, der als Typusart den ebenfalls von ihm in diesem Jahr erstbeschriebenen Patagonischen Skunk wählte.
Die Weißrüsselskunks stellen in ihrer Gesamtheit die Schwestergruppe der in Nord- und Mittelamerika verbreiteten Gattungen der Streifenskunks (Mephitis) und Fleckenskunks (Spilogale) dar. Die Trennung der Linie, die zu den Weißrüsselskunks führte, von den Vorfahren der anderen Arten wird auf einen Zeitpunkt vor etwa 16 Millionen Jahren datiert, die Radiation der Arten innerhalb der Weißrüsselskunks fand vor etwa 11,2 Millionen Jahren statt. Damit erfolgte eine Einwanderung auf den südamerikanischen Kontinent lange vor der Bildung der zentralamerikanischen Landbrücke vor etwa 3 Millionen Jahren.  Die ältesten bekannten Fossilien der Weißrüsselskunks stammen von Conepatus sanmiguelensis aus Zentralmexiko aus dem frühen Pliozän vor etwa 3 bis 4 Millionen Jahren, in Südamerika ist die Gattung erstmals vor etwa 2,5 Millionen Jahren in Argentinien nachgewiesen.
Innerhalb der Weißrüsselskunks stellen der Anden-Skunk und der Ferkelskunk sowie der Patagonische Skunk und der Amazonas-Skunk jeweils Schwesterarten dar.
Der Gattungsname Conepatus ist von der spanischen Bezeichnung conepate oder conepatl für Skunks abgeleitet. Conepatl wiederum könnte sich aus dem Wort nepantla aus der aztekischen Sprache Nahuatl entwickelt haben, das einen unterirdischen Bau benennt.

## Belege
1. ↑  Conepatus chinga in der Roten Liste gefährdeter Arten der IUCN 2013.1. Eingestellt von: L. Emmons, K. Helgen, 2008. Abgerufen am 7. August 2013..
2. 1 2 3 4  Don E. Wilson & DeeAnn M. Reeder (Hrsg.): Mephitidae in Mammal Species of the World. A Taxonomic and Geographic Reference (3rd ed).
3. ↑  Conepatus humboldtii in der Roten Liste gefährdeter Arten der IUCN 2013.1. Eingestellt von: L. Emmons, K. Helgen, 2008. Abgerufen am 7. August 2013..
4. ↑  Conepatus leuconotus in der Roten Liste gefährdeter Arten der IUCN 2013.1. Eingestellt von: A.D. Cuarón, F. Reid, K. Helgen, 2008. Abgerufen am 7. August 2013..
5. ↑  Conepatus semistriatus in der Roten Liste gefährdeter Arten der IUCN 2013.1. Eingestellt von: A.D. Cuarón, F. Reid, K. Helgen, 2008. Abgerufen am 7. August 2013..
6. 1 2 3 4  Katrin Nyakatura, Olaf RP Bininda-Emonds: Updating the evolutionary history of Carnivora (Mammalia): a new species-level supertree complete with divergence time estimates. BMC Biology 10, 2012, doi:10.1186/1741-7007-10-12.
7. ↑  Don E. Wilson & DeeAnn M. Reeder (Hrsg.): Conepatus (Seite nicht mehr abrufbar, festgestellt im März 2018. Suche in Webarchiven)  Info: Der Link wurde automatisch als defekt markiert. Bitte prüfe den Link gemäß Anleitung und entferne dann diesen Hinweis. in Mammal Species of the World. A Taxonomic and Geographic Reference (3rd ed).
8. ↑  Xiaoming Wang, Óscar Carranza-Castañeda: Earliest hog-nosed skunk, Conepatus (Mephitidae, Carnivora), from the early Pliocene of Guanajuato, Mexico and origin of South American skunks. In: Zoological Journal of the Linnean Society. 154, Nr. 2, 2008; S. 386–407, doi:10.1111/j.1096-3642.2008.00411.x.
9. 1 2  Jerry W. Dragoo, Steven R. Sheffield: Conepatus leuconotus (Carnivora: Mephitidae). In: Mammalian Species. Band 827, 2009, S. 1–8, doi:10.1644/827.1.